# Lou Brock
Pour les articles homonymes, voir Brock.
Louis Clark Brock, né le 18 juin 1939 à El Dorado (Arkansas) et mort le 6 septembre 2020 à Saint-Louis (Missouri), est un joueur américain des ligues majeures de baseball. 
Il joua pour les Cubs de Chicago et les Cardinals de Saint-Louis dans la ligue nationale. Brock passa 4 saisons avec les Cubs et fut acquis par les Cardinals en 1964. Avec les Cardinals, il fut sélectionné six fois dans l'équipe des étoiles de la Ligue nationale et remporta la Série mondiale en 1964 et 1967. Il était un frappeur doué, accumulant 3023 coups sûrs en 19 saisons. Il vola 938 buts pendant sa carrière, fracassant le record de Billy Hamilton en 1979. Il établit également le record pour une saison individuelle avec 118 buts volés en 1974. Ses records furent battus par Rickey Henderson pendant les années 1980 et 1990.
Lou Brock était le premier joueur à enregistrer une présence au bâton au Canada le 14 avril 1969 contre les Expos de Montréal.

## Biographie
Lou  Brock est né à El Dorado dans l'Arkansas dans une famille de métayers. Sa famille a déménagé à Collinston en Louisiane alors qu'il avait deux ans. Alors que sa famille n'avait pas beaucoup d'argent, il a déclaré qu'il ne s'était jamais senti pauvre parce que « si vous n'avez pas quelque chose, elle ne vous manque pas ». Brock a grandi en tant que fan des Brooklyn Dodgers, avec l'équipe qui comprenait Jackie Robinson, Don Newcombe et Roy Campanella. Bien qu'il n'ait pas joué au baseball en compétition avant d'avoir atteint sa 11e année, il a beaucoup appris sur le sport en écoutant le commentateur radio des Cardinals de Saint-Louis, Harry Caray, décrire comment se positionnaient les meilleurs frappeurs de Major League. Après avoir fréquenté le lycée à Mer Rouge, en Louisiane, il a obtenu une bourse universitaire pour étudier à la Southern University à Baton Rouge, mais après avoir reçu une mauvaise note au cours de son premier semestre qui aurait pu causer la perte de sa bourse, il a décidé de postuler à l'équipe de baseball de l'université afin d’obtenir une bourse sportive.

## Palmarès
- Champion du monde avec les Cardinals (1964, 1967)
- Mena la ligue en buts volés (1966-69, 1971-74)
- Mena la ligue en points marqués (1967, 1971)
- Mena la ligue en doubles (1968)
- Mena la ligue en triples (1968)
- 938 buts volés (2e)
- 118 buts volés en une saison (2e)
- Élu six fois à l'équipe des étoiles
- Élu au temple de la renommée du baseball

## Statistiques en carrière
| Statistiques de frappeur |            |            |      |       |      |      |     |     |     |     |     |     |     |      |       |       |       |
|                          |            |            | G    | AB    | R    | H    | 2B  | 3B  | HR  | RBI | SB  | CS  | BB  | SO   | BA    | OBP   | SLG   |
| Totaux                   | 19 saisons | 19 saisons | 2616 | 10332 | 1610 | 3023 | 486 | 141 | 149 | 900 | 938 | 307 | 761 | 1730 | 0,293 | 0,343 | 0,410 |